# Diabloroter bolti
Il diabloroter (Diabloroter bolti) è un anfibio estinto, appartenente ai microsauri. Visse nel Carbonifero superiore (circa 310 milioni di anni fa) e i suoi resti fossili sono stati ritrovati in Nordamerica.

## Descrizione
Questo animale doveva essere vagamente simile a una salamandra. Era caratterizzato da alcune peculiarità che lo distinguevano da altri animali simili, come la presenza di una mascella allungata, una volta cranica ornamentata da scanalature radiali, piccole fossette circolari sull'osso prefrontale e un muso stretto e smussato. Diabloroter era inoltre insolito per la brevità della colonna vertebrale: erano infatti presenti solo 17 vertebre presacrali; questa condizione potrebbe essere stata un fenomeno di convergenza evolutiva con un altro piccolo anfibio carbonifero, Batropetes. Al contrario di altri animali simili, inoltre, Diabloroter era dotato di una dentatura composta da elementi forniti si una sola cuspide.

## Classificazione
Diabloroter bolti venne descritto per la prima volta nel 2019, sulla base di resti fossili ritrovati nel famoso giacimento di Mazon Creek, in Illinois. Secondo un'analisi cladistica, Diabloroter è risultato essere un membro dei brachistelechidi, un gruppo di anfibi appartenenti al clade Recumbirostra dal corpo insolitamente corto. In particolare, Diabloroter è il più antico brachistelechide, in una posizione ancestrale a un clade composto da Carrolla e Batropetes. 

## Paleoecologia
È possibile che l'animale avesse abitudini fossorie. Alcune caratteristiche della sua anatomia, inoltre, sono state interpretate come stadi evolutivi iniziali verso una dieta a base di alghe. 